# Berrichon du Cher
Berrichon du Cher ist eine Fleischschafrasse, die im späten 18. Jahrhundert in Frankreich durch Einkreuzung von Merinoschafen und englischen Rassen entstanden ist.
Das Berrichon du Cher ist ein reinweißes, mittel- bis großrahmiges Fleischschaf. Der breite, hornlose Kopf ist unbewollt. Lediglich ältere Tiere weisen bisweilen einen Wollschopf auf. Auch der Bauch ist oftmals nur teilweise bewollt. Die Zucht von Berrichon du Cher-Schafen wird in Frankreich von der staatlichen Zuchtorganisation GE.O.DE. (Genetique ovine et developpement) zentral organisiert. Berrichon du Cher-Böcke sind in Frankreich die am häufigsten eingesetzten Terminalkreuzungspartner für Land- und Milchschafrassen.